# 辺鎮甲
辺 鎮甲（ピョン・ジンガプ、朝鮮語: 변진갑/邊鎭甲、1896年 - 1977年7月14日）は、大韓民国の政治家。第2・3・4代韓国国会議員。
本貫は黄州辺氏、号は蠱巌（コアム、고암）。壬辰倭乱の時に活躍した軍人の辺以中の10世孫である。

## 経歴
全羅南道長城郡長城邑安平里の黄州辺氏の集姓村で生まれた。京城法学専門学校（現・ソウル大学校法科大学）卒だが、卒業後は京城に止まらず故郷の長城に戻り、郷校の職員を光復まで務めた。解放後は独立促成団を結成し、初代長城邑長を務めたほか、1950年の第2代総選挙で無所属で出馬し、国会議員に初当選した。3期の議員生活期間中には曺奉岩、申翼熙などの改革的な人物と交友関係があり、国会農林分科委員長として米の生産、養蚕などの農村問題や公務員の規律改革のための法律の作成に努め、重婚を禁じる法案や姦通罪で両方を罰するという女性の地位の向上のための法案も上程した。特に蚕糸は韓国の重要な輸出品目だった1950年代、養蚕農家を守るために「蚕事法」を制定した過程において、蚕糸輸出業者が法案の処理を1年遅らせるという条件で、30億ウォンという巨額のロビーを辺に提示したが、辺はきっぱりと断った。他には大韓蚕糸会と憲政同志会を結成し、憲政同志会代表幹事、自由党中央委員を務めた。
政界引退後はまた故郷の長城に戻り、老人たちに竹杖を作ってあげるという仕事をした。1977年に長城邑の自宅で老衰により死去。享年82。

## 親族
父は均税運動を主導した独立運動家で元大韓毎日申報主幹、元長城郡郡守署理の辺昇基。
息子は3人、孫は17人いるが、ほとんどが経済的な理由により大学に進学できなかった。うち8人はのち、教育職または行政職の公務員となった。また、元高麗大学校総長の李準範は娘婿で、文在寅政権で雇用労働部長官を務めた李載甲は外孫である。